# كروز ديل رايو (محطة مترو أنفاق مدريد)
كروز ديل رايو (بالإسبانية: Cruz del Rayo)‏ هي محطة مترو أنفاق في مدريد في إسبانيا، تقع على الخط رقم 9.